# Kövüzbulaq
Kövüzbulaq è un comune dell'Azerbaigian situato nel distretto di Cəlilabad.